# P/2013 O2 (PANSTARRS)
P/2013 O2 (PANSTARRS) — одна з короткоперіодичних комет сім'ї Юпітера. Ця комета була відкрита 16 липня 2013 року; вона мала 20.6m на час відкриття.